# トール・テイル/パラダイス・ヴァレーの奇跡
トール・テイル/パラダイス・ヴァレーの奇跡(Tall Tale: The Unbelievable Adventures of Pecos Bill)は、1995年のアメリカ合衆国の映画。伝説のカウボーイ「ペコス・ビル」をはじめアメリカで語り継がれている伝説上の人物が登場して主人公を救う物語。

## あらすじ
1905年のアメリカ。農場で働く少年、ダニエルは、農地を離れて遠い場所に行きたいと言う憧れを抱いていた、息子のために土地を残してやりたい父ハケットと対立をするものの、唯一二人が和やかに出来るのは二人で釣りをしながらアメリカで語られるペコス・ビル、ポール・バニヤン、ジョン・ヘンリーら伝説の人物の物語をハケットから聞く事だった。そんな中で棲む土地パラダイス・ヴァレーにに鉄道が開通することになった。鉄道会社の頼みで土地を買い占めようとやってきた悪徳業者のスタイルズに、ダニエルの父ハケットは異議を唱えるが彼は銃で撃たれてしまう。瀕死の父から土地の権利書を託されたダニエルは追っ手を撒くことに成功するものの、疲れてボートの上で眠り込んでしまい、そのままボートが流されてしまう。
やがてボートはテキサスにたどり着き、ダニエルは強盗二人組に襲われるが、そこへ一人のガンマンがやってきて二人を退治する。それはまさにハケットが度々息子に話していた伝説の英雄ペコス・ビルが目の前に現れたのだった。

## キャスト
※括弧内は日本語吹替。
- ダニエル・ハケット：ニック・スタール（下和田ヒロキ）
- ペコス・ビル：パトリック・スウェイジ（山路和弘）
- ポール・バニヤン：オリヴァー・プラット（石住昭彦）
- ジョン・ヘンリー：ロジャー・アーロン・ブラウン（楠見尚己）
- スタイルズ：スコット・グレン（菅生隆之）
- カラミティ・ジェーン：キャサリン・オハラ（田中敦子）
- ジョナス・ハケット：スティーヴン・ラング（仲野裕）
- サラ・ハケット：モイラ・ハリス（佐藤しのぶ）
- 石頭のパグ：ジャレッド・ハリス
- 材木工場の老人：バージェス・メレディス（塚田正昭）

日本語吹替その他：水野龍司、宗矢樹頼、斉藤次郎、根本泰彦
日本語版制作スタッフ 演出：高橋剛、翻訳：芝谷真由美、録音制作：スタジオ・エコー、制作：Disney Character Voices International, Inc.